# Kenia Sinclair
Pour les articles homonymes, voir Sinclair.
Kenia Sinclair (née le 14 juillet 1980) est une athlète jamaïcaine spécialiste du 800 mètres.

## Carrière
Médaillée d'argent lors des Championnats d'Amérique centrale et des Caraïbes de 2003, elle se distingue lors du meeting Golden Gala de Rome en descendant pour la première fois de sa carrière sous les 2 minutes sur 800 m avec le temps de 1 min 58 s 88. Elle améliore à cette occasion le record de Jamaïque détenue depuis 1985 par Inez Turner. En début de saison 2006, Kenia Sinclair monte sur la deuxième marche du podium des Championnats du monde en salle de Moscou, derrière la Mozambicaine Maria Mutola, et porte le record de Jamaïque en salle du 800 m à 1 min 59 s 54. Elle se classe peu après deuxième des Jeux du Commonwealth de Melbourne, derrière la Kényane Janeth Jepkosgei, établissant une nouvelle meilleure marque personnelle en 1 min 58 s 16. Elle améliore de nouveau le record de Jamaïque en juillet 2006 à Réthymnon en réalisant le temps de 1 min 57 s 88. 
Elle participe aux Championnats du monde 2007 d'Osaka où elle s'incline en demi-finale en 2 min 00 s 25. L'année suivante, elle se classe sixième de la finale des Jeux olympiques de Pékin en établissant son meilleur temps de la saison en 1 min 58 s 24. 
Sélectionnée dans l'équipe des Amériques lors de la première édition de la Coupe continentale, à Split, Kenia Sinclair termine deuxième de l'épreuve, derrière Janeth Jepkosgei, et signe avec le temps de 1 min 58 s 16 sa meilleure performance depuis la saison 2006.
En 2011, Kenia Sinclair réalise le doublé 800 mètres - 1 500 mètres, lors des Championnats de Jamaïque. Elle s'illustre par ailleurs lors des meetings de la Ligue de diamant en remportant le 800 m à Eugene et à Stockholm, et le 1 500 m à New-York.
Le 3 juillet 2016, elle se classe 2e des Championnats de Jamaïque en 2 min 01 s 11.

## Palmarès
| Date | Compétition                                      | Lieu             | Résultat | Épreuve |
| ---- | ------------------------------------------------ | ---------------- | -------- | ------- |
| 2003 | Championnats d'Amérique centrale et des Caraïbes | Saint-Georges    | 2e       | 800 m   |
| 2006 | Championnats du monde en salle                   | Moscou           | 2e       | 800 m   |
| 2006 | Jeux du Commonwealth                             | Melbourne        | 2e       | 800 m   |
| 2008 | Jeux olympiques                                  | Pékin            | 6e       | 800 m   |
| 2010 | Coupe continentale                               | Split            | 2e       | 800 m   |
| 2011 | Championnats du monde                            | Daegu            | 5e       | 800 m   |
| 2011 | Ligue de diamant                                 | Ligue de diamant | 2e       | 800 m   |

## Records
| Épreuve      | Performance   | Lieu      | Date            |
| ------------ | ------------- | --------- | --------------- |
| 800 mètres   | 1 min 57 s 88 | Réthymnon | 21 juillet 2006 |
| 1 500 mètres | 4 min 05 s 56 | Carson    | 20 juin 2007    |

| Épreuve    | Performance   | Lieu   | Date         |
| ---------- | ------------- | ------ | ------------ |
| 800 mètres | 1 min 59 s 54 | Moscou | 12 mars 2006 |